# Варешанович, Хайрудин
Хайрудин Варешанович (16 января 1961, Сараево) — боснийский певец.
Основатель одной из самых популярных боснийских групп «Хари Мата Хари». Эстрадную карьеру начал в 70-х годах в сараевской группе «Амбасадори», а продолжил в группе «Зов». Добился большого успеха с песней «Голубица», в которой объединяются элементы попа и рока с элеметнами традиционного боснийского фольклора.
С 1980 года поёт в новой группе, в 1985 года названной «Хари Мата Хари». Много раз выступал на «Юговидении» и добился больших успехов. На «Евровидении-2006» выступил за Боснию и Герцеговину с песней «Лейла». Автор песни - сербский композитор и певец Желько Йоксимович.
Варешанович живёт в Сараево.